# Kalfsvlees

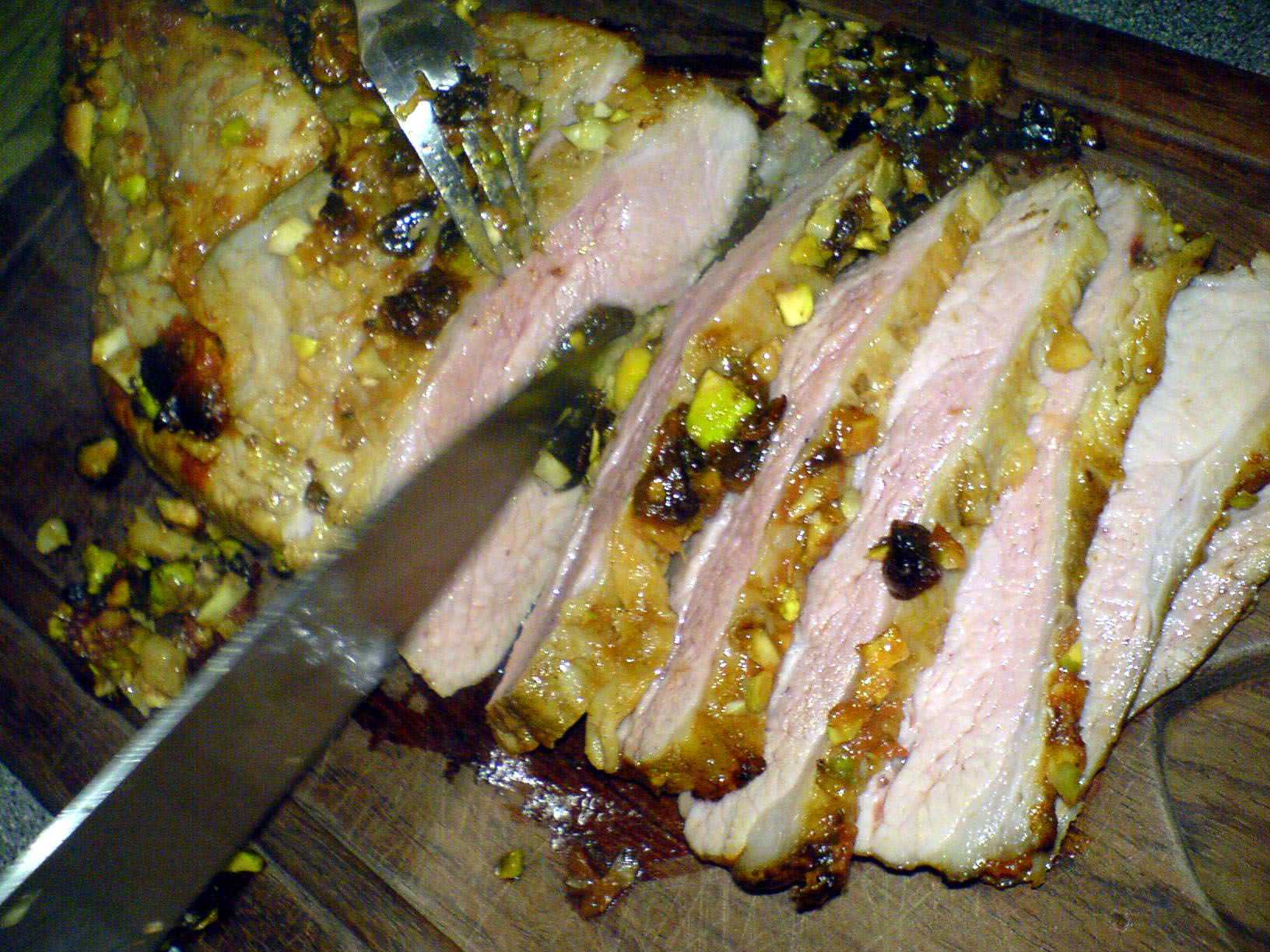
Gebraad van kalfsvlees

Kalfsvlees is consumptievlees afkomstig van jonge runderen tot 12 maanden oud.
Sinds juli 2008 is de definitie van kalfsvlees op basis van Europese regelgeving officieel als volgt vastgesteld. In Nederland en de Europese Unie wordt vlees van runderen onder de twaalf maanden ingedeeld in twee categorieën. Categorie V en categorie Z. Categorie V betreft vlees afkomstig van runderen jonger dan acht maanden. Categorie Z betreft vlees afkomstig van runderen tussen acht en twaalf maanden. In Nederland moet het vlees uit categorie V verkocht worden als 'kalfsvlees' en vlees uit categorie Z als 'rose kalfsvlees'. In België en Duitsland moet categorie Z als jong rundvlees worden verkocht.
In de melkveehouderij moet een koe met regelmaat een kalf werpen zodat zij melk blijft geven. Deze kalveren zijn zowel van het mannelijk als van het vrouwelijke geslacht. Een deel van de vrouwelijke kalveren zijn bruikbaar in de melkveehouderij. De meeste kalveren worden gemest als vleeskalveren en na 6-8 maanden geslacht. 
Ruim negentig procent van het Nederlandse kalfsvlees wordt geëxporteerd, hiervan ging in 2012 80% naar Italië, Duitsland en Frankrijk. Nederland is daarmee wereldwijd de grootste exporteur. In Nederland wordt jaarlijks per hoofd van de bevolking slechts 1,5 kg kalfsvlees gegeten op een totale vleesconsumptie van 84 kg per jaar. Er is ook kalfsvlees met het Beter Leven-keurmerk. Veel vlees dat geëxporteerd wordt is licht van kleur, omdat daar een voorkeur voor bestaat in de landen die het vlees importeren. De belangrijkste producenten in de Europese Unie zijn Frankrijk, Nederland, Italië, België en Duitsland.
Culinair gezien kenmerkt kalfsvlees zich als mager en mals.